# Conrad Albrecht
Conrad Albrecht, född 7 oktober 1880 i Bremen, död 18 augusti 1969 i Hamburg, var en tysk sjömilitär, generalamiral den 1 april 1939. Albrecht pensionerades den 31 december 1939.